# Maison des tanneurs
La Maison des tanneurs (casa dei conciatori) di Strasburgo è una casa a graticcio alsaziana tradizionale, storica e pittoresca in stile rinascimentale del XVI secolo, sita nel quartiere Petite France della Grande Île, nel centro storico della città, sita nel Basso Reno in Alsazia nella regione del Grande Est. L'attuale ristorante Winstub istituzionale alsaziano, tra i monumenti turistici più famosi di Strasburgo, è stato elencato monumento storico di Francia dal l7 marzo 1927.

## Storia
Questa antica conceria alsaziana fu costruita nel 1572, contemporaneamente al quartiere storico di Petite France e un'altra conceria al numero 40 di rue du Bain-aux-Plantes, nelle vicinanze, durante il rinascimento di Strasburgo del XVI secolo, in questo vecchio quartiere storico di conciatori, mugnai e pescatori, che sfruttavano i canali dell'Ill. Dal 1988 è classificato come Patrimonio dell'umanità. 
Si trova ai margini dei canali dell'Ill, e al 42, rue du Bain-aux-Plantes, vicino a Place Benjamin-Zix, vicino al pont du Faisan (ponte girevole), e alle altre casa al 25 e al 27 della stessa strada, oltre agli antichi Ponts Couverts e barrage Vauban, in uno dei luoghi istituzionali del mercatino di Natale di Strasburgo. 

## Ristorante Winstub

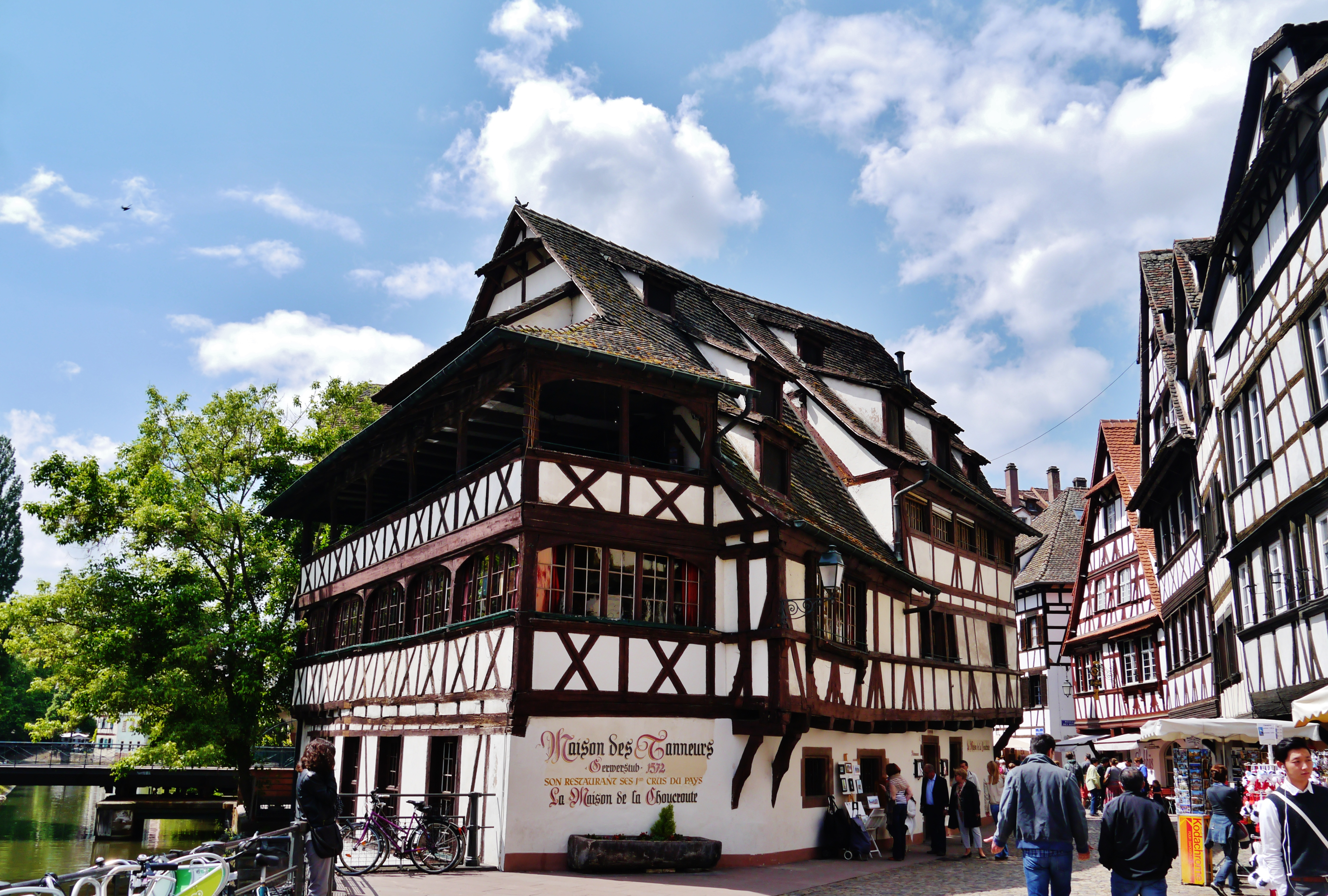
Facciata odierna

Nel 1949 la conceria fu trasformata in un ristorante alsaziano, il Winstub, da un gruppo di otto viticoltori. Questa venerabile istituzione familiare tradizionale di Strasburgo, con una reputazione turistica internazionale, nota anche come Gerwerstubs o Maison de la Choucroute, con la sua terrazza sull'acqua, serve specialità della gastronomia alsaziana regionale,, con crauti dell'Alsazia, pollo al Riesling, lumache all'alsaziana, spätzle e cucina con vino delle vigne d'Alsazia

## Architettura

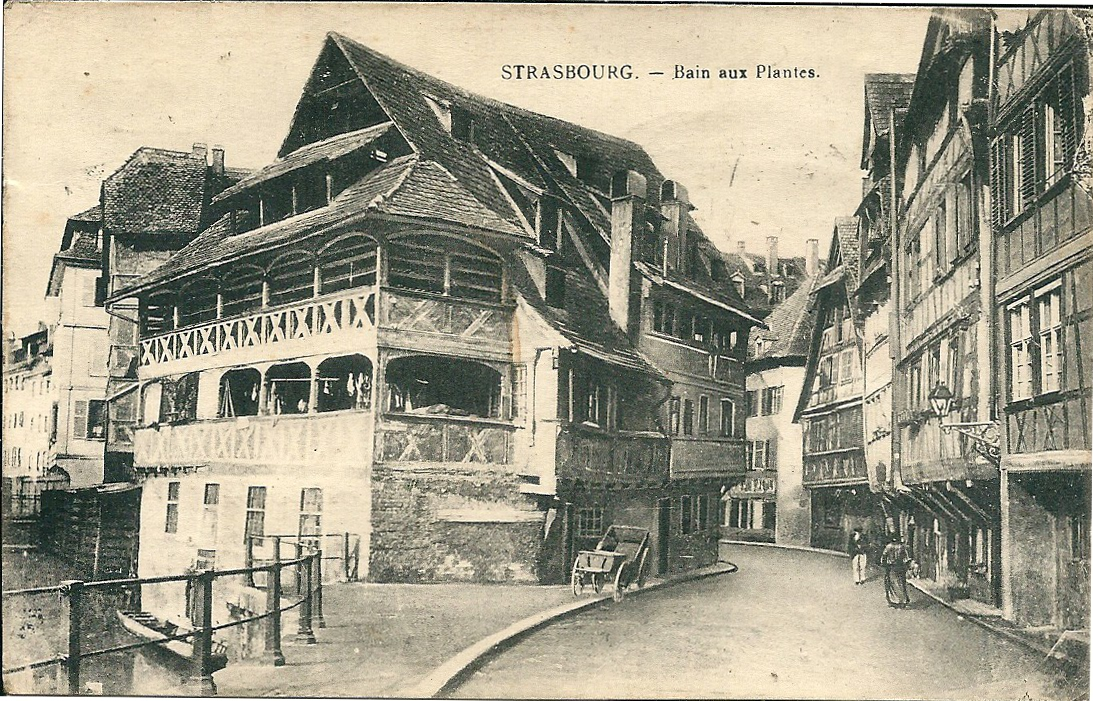
Facciata sull'Ill originale, nel 1931.

Questa imponente casa a graticcio e in pannelli in legno alsaziano tipica del tardo Medioevo e dell'inizio del Rinascimento (architettura rinascimentale) fu costruita su due piani intervallati variamente a sbalzo con finestre a croce con montanti in portici e finestre e imponenti tetti con lucernari intervallati da piastrelle alsaziane. 
La facciata a due falde sull'Ill, con la relativa banchina adiacente, era stata originariamente costruita con ampie aree di balconi - galleria arcade con trafori e soffitti ventilati per le esigenze di essiccazione della conceria. Quando l'edificio fu trasformato in un ristorante, le gallerie aperte furono chiuse con una serie di vetrate panoramiche.